# Tashreeq Morris
Tashreeq Morris (Città del Capo, 13 maggio 1994) è un calciatore sudafricano, attaccante del SuperSport Utd.

## Carriera

### Club
Ha giocato nella prima divisione sudafricana.

### Nazionale
Ha rappresentato la nazionale sudafricana alle Olimpiadi del 2016.

## Palmarès

### Club

#### Competizioni nazionali
- MTN 8: 1

Ajax Cape Town: 2015